# Borne au Lion
La borne au Lion, dite aussi borne du Lion Magras ou borne des Trois Empires, est une borne frontière posée en 1613 dans le massif du Jura, et marquant alors la nouvelle frontière entre la Franche-Comté et le Bugey. 

## Localisation
La borne au Lion est située à la limite des communes de La Pesse (Jura) au nord, Chézery-Forens (Ain) au sud-est, et Champfromier (Ain) au sud-ouest. Elle se trouve au lieu-dit les Magras, au col situé à 1 289 m, entre le crêt au Merle et le crêt de Chalam. Elle est accessible par la route depuis La Pesse.
La borne se situe aussi à la limite des arrondissements de Saint-Claude (La Pesse), Gex (Chézery-Forens) et Nantua (Champfromier), ainsi qu'à la frontière entre la région de Franche-Comté (Jura) et celle de Auvergne-Rhône-Alpes (Ain).

## Histoire
La borne fait partie d'une série de bornes frontières posées en 1613, et marquant alors la nouvelle frontière entre le Royaume de France (après la prise de Bugey aux États de Savoie) avec la Franche-Comté bourguignonne, à la suite du traité de Lyon en 1601, et au traité d'Auxonne en 1612. À l'origine, elle était appelée borne de la Cléa, ce nom signifierait porte, barrière et passage dans le patois local. 
Elle est classée au titre des monuments historiques depuis le 12 janvier 1926.